# Wampir detektyw
Wampir detektyw (kor.: 뱀파이어 탐정, Baempaieo tamjeong, znana także jako Vampire Detective) – południowokoreański, kryminalny serial telewizyjny emitowany w 2016 roku na kanale OCN. Główne role odgrywają w nim Lee Joon, Oh Jung-se, Lee Se-young oraz Lee Chung-ah. Seria emitowana była w niedziele, od 27 marca do 12 czerwca 2016 roku.
Seria ta jest spin-offem serialu Baempaieo geomsa.
Serial jest dostępny z napisami w języku polskim za pośrednictwem platformy Viki, pod tytułem Wampir detektyw.

## Fabuła
Yoon San (Lee Joon) pracuje jako prywatny detektyw razem ze swoim znajomym Yong Goo-hyungiem (Oh Jung-se). W wyniku prowadzenia jednego z dochodzeń trafia na ślad eksperymentów z krwią i w toku śledztwa zostaje przemieniony w wampira. Kontynuuje swoją pracę jako prywatny detektyw, jednocześnie poszukując odpowiedzi na wydarzenia, w wyniku których zginęli jego przyjaciele.

## Obsada

### Główna
- Lee Joon jako Yoon San, były policjant, prywatny detektyw, wampir.
- Oh Jung-se jako Yong Goo-hyung, były policjant, obecnie prywatny detektyw, służył w tej samej jednostce co Yoon San.
- Lee Se-young jako Han Gyeo-wool, specjalistka od komputerów, która prosi o ochronę brata. Później dołącza do zespołu.
- Lee Chung-ah jako Yo-na, wampirzyca

### Drugoplanowa
- Jo Bok-Rae jako Kang Tae-woo, przyjaciel Yoon Sana z policji
- Ahn Se-ha jako detektyw Park, detektyw policyjny, znajomy Yoon Sana i Yong Goo-hyunga, z którymi czasem współpracuje
- Jei jako Se-ra
- Kim Yoon-hye jako Jung Yoo-jin, dziewczyna Yoon Sana, policjantka
- Kim Ki-moo jako doktor Hwang
- Choi Gwi-hwa jako Jang Tae-shik

### Gościnnie
- Han Soo-yeon jako Yeon Joo (odcinek 1)
- Jae Hee jako Han Gyo-min (odcinek 1)
- Choi Song-hyun jako Seo Seung-hee (odcinek 2)
- Park Jin-joo jako pracownik radia (odcinek 2)
- Kim Young-jae jako Kim Kyung-soo (odcinek 2)
- Park Doo-shik jako Choi Cheol-woo (odcinek 3)
- Park Hyo-jun jako Choi Cheol-yong (odcinek 3)
- Kim Nan-hee jako Moon Mee-jin (odcinek 4)
- Park Jae-hoon jako Ra Jae-wook

## Odcinki
| N/o | Tytuł                                         | Premiera         |
| --- | --------------------------------------------- | ---------------- |
| 1   | Bam-e salda 밤에 살다                         | 27 marca 2016    |
| 2   | 24sigan 24시간                                | 3 kwietnia 2016  |
| 3   | Yong-eun jamdeulda 용은 잠들다                | 10 kwietnia 2016 |
| 4   | Eodum sog-ui gidalim 어둠 속의 기다림         | 17 kwietnia 2016 |
| 5   | Yeobaeuneun jug-eoyahanda 여배우는 죽어야한다 | 24 kwietnia 2016 |
| 6   | Naega jug-in sonyeo 내가 죽인 소녀            | 1 maja 2016      |
| 7   | Bam-ui uiloein 밤의 의뢰인                    | 8 maja 2016      |
| 8   | Yeonghon-ui simpan 영혼의 심판                | 15 maja 2016     |
| 9   | Jug-eum-ui bangsong 죽음의 방송               | 22 maja 2016     |
| 10  | Ag-ui saseul 악의 사슬                        | 29 maja 2016     |
| 11  | Muneojin sesang-eseo 무너진 세상에서          | 5 czerwca 2016   |
| 12  | Tto dasi bom 또 다시 밤                       | 12 czerwca 2016  |